# Мафорій

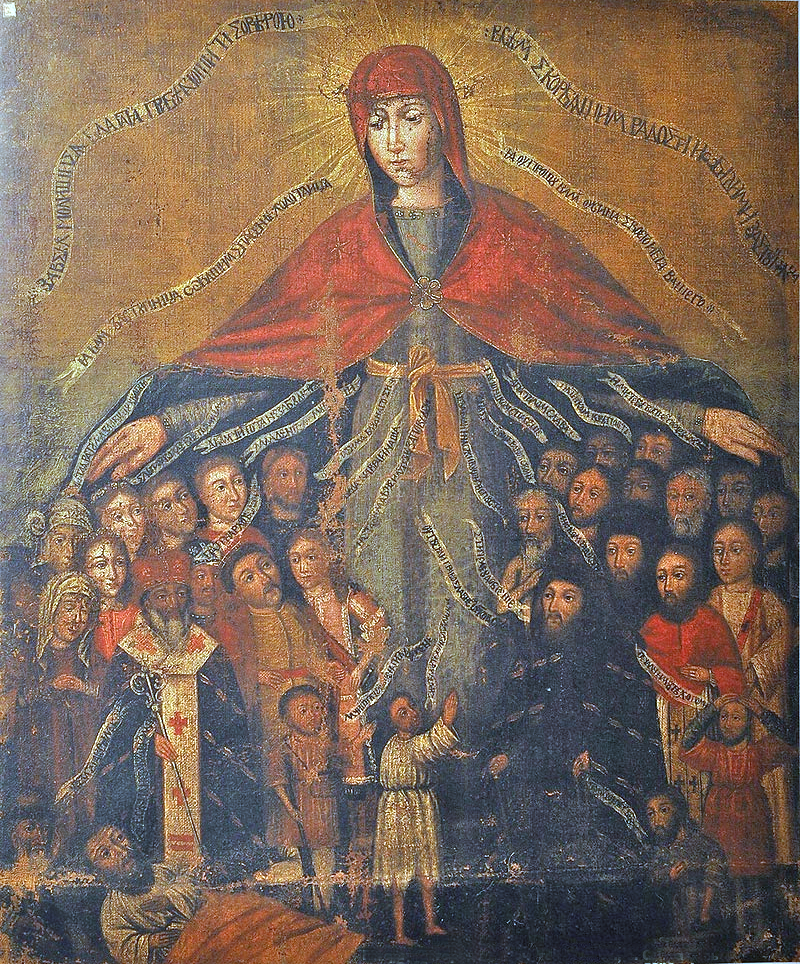
«Мати милосердя», ікона початку ХУІІ століття з Церкви у Старій Солі на Старосамбірщині (НМЛ)

Мафо́рій (грец. μαφόριον) — верхній жіночий одяг в античному світі; довге жіноче покривало, що спускається з голови до п'ят.

## Історія
Використовувався у Стародавній Греції і Стародавньому Римі. Одягався одруженими жінками поверх невеликої хустки, завданням якої було прикривати волосся.

## Мафорій Богородиці
Мафорій Богоматері (Риза Богородиці) — одна з найважливіших християнських реліквій, пов'язаних з Її пам'яттю. З 474 року він перебував у Влахернському храмі Божої Матері в Константинополі. В іконопису зображується, як правило, малиновим, червоним. Мофорій Богородиці вшановується у церквах візантійського обряду під час свята Покрову Пресвятої Богородиці — відзначення пам'яті легендарного об'явлення Богородиці, при якому Вона покрила віруючих своїм мафорієм.